# Diálisis
La diálisis es una forma de soporte vital mediante el cual se extraen toxinas y el exceso de agua de la sangre y que se utiliza como terapia renal sustitutiva tras la pérdida de la función renal en personas con fallo renal. Otras razones para realizar diálisis son encefalopatía urémica, pericarditis, acidosis, insuficiencia cardiaca, edema pulmonar e hiperpotasemia.
La diálisis puede usarse para aquellos con un trastorno agudo de la función renal (insuficiencia renal aguda) o progresiva pero empeorando crónicamente la función renal - un estado conocido como enfermedad renal crónica en estadio 5 (antes conocida como insuficiencia renal crónica). Esta última forma puede desarrollarse durante meses o años, pero en contraste con la insuficiente renal aguda, no suele ser reversible, considerándose la diálisis como una "medida de espera" hasta que se pueda realizar un trasplante renal, o a veces como la única medida de apoyo en los casos en los que un trasplante sería inapropiado.

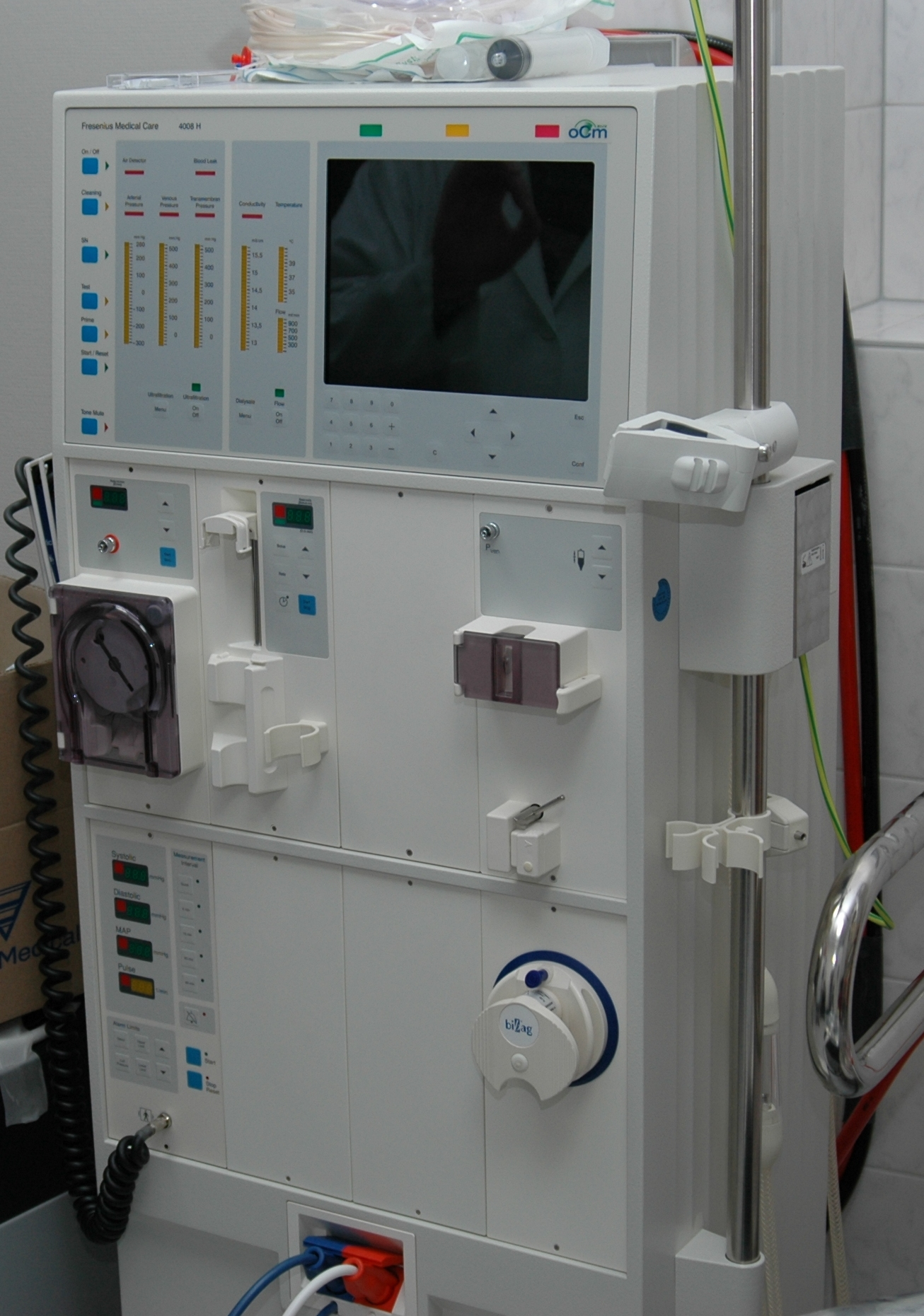
Máquina de hemodiálisis.

Mientras conservan su función fisiológica, los riñones mantienen el equilibrio hidroelectrolítico del cuerpo. Aquellos productos finales del metabolismo, que el cuerpo no puede eliminar con la respiración, son excretados también a través de los riñones. Asimismo participan en el sistema endocrino produciendo eritropoyetina y calcitriol. La eritropoyetina está implicada en la producción de eritrocitos y el calcitriol en la formación de hueso. La diálisis es un tratamiento imperfecto para reemplazar la función renal, ya que no sustituye las funciones endocrinas del riñón. Los tratamientos de diálisis reemplazan algunas de esas funciones a través de la difusión (eliminación de desechos) y ultrafiltración (eliminación de líquidos).
Este proceso se realiza en un cuarto higiénico para evitar el riesgo de contraer alguna infección en la sangre durante el proceso.

## Historia
El médico holandés Willem Johan Kolff construyó la primera máquina de diálisis en 1943 durante la ocupación alemana de Holanda. Debido a la escasez de recursos, Kolff tuvo que improvisar y construir una máquina inicial usando pieles de salchichas, latas de bebidas, una lavadora y otros objetos disponibles en la época. En los dos años siguientes, Kolff usó esta máquina para tratar a 16 pacientes de fallo renal agudo, pero no obtuvo buenos resultados. Entonces, en 1945, una mujer en coma de 67 años recuperó la conciencia tras 11 horas de hemodiálisis y vivió siete años más antes de morir de una enfermedad no relacionada. Fue la primera paciente tratada exitosamente con diálisis.

## Principio

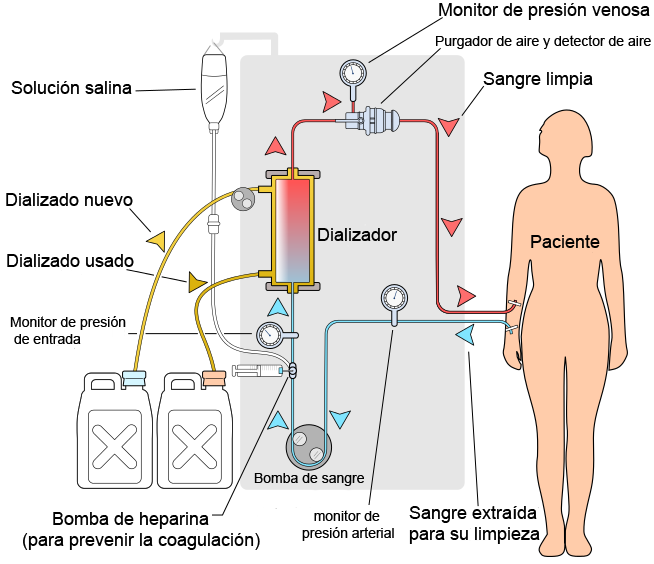
Esquema de la hemodiálisis

La diálisis funciona según los principios de la difusión de los solutos y la ultrafiltración de fluidos a través de membranas semipermeables. La difusión se describe como una propiedad de las sustancias en el agua en la que las sustancias tienden a moverse del área con mayor concentración a la zona con menor concentración. La sangre fluye de un lado de la membrana semipermeable y un líquido dializado especial fluye en el sentido opuesto. La membrana semipermeable es una fina capa de material que contiene agujeros de varios tamaños o poros. Los solutos pequeños pasan a través de la membrana, pero ésta bloquea el paso de grandes sustancias (por ejemplo, eritrocitos y grandes proteínas). Esto imita el proceso de filtración que ocurre en los riñones, donde las sustancias más grandes de la sangre se separan de las pequeñas en los glomérulos.
Los dos tipos principales de diálisis, la hemodiálisis y la diálisis peritoneal, eliminan los desechos y el exceso de agua de la sangre de manera distinta. La hemodiálisis elimina desechos y agua haciendo que la sangre circule fuera del cuerpo a través de un filtro externo, llamado dializador, que contiene una membrana semipermeable. La sangre fluye en un sentido y el líquido de diálisis en el opuesto. El flujo contracorriente maximiza el gradiente de concentración de solutos entre ambos líquidos, que ayuda a eliminar más urea y creatinina de la sangre. La concentración de solutos (por ejemplo, de potasio, fósforo y urea) es indeseablemente alta en la sangre, pero baja o ausente en el líquido dializado, por lo que el reemplazo constante de este último líquido asegura que la concentración de estos solutos permanezca baja en un lado de la membrana. El líquido dializado tiene concentraciones de minerales, como el potasio y el calcio, similares a los de la sangre sana. Para otro soluto, como el bicarbonato, su concentración en el líquido dializado es un poco más alto que en la sangre normal para favorecer la difusión de este a la sangre, para actuar como tampón y neutralizar la acidosis metabólica a menudo presente en esos pacientes. Los niveles de componentes del líquido dializado normalmente están prescritos por el nefrólogo de acuerdo a las necesidades del paciente.
En la diálisis peritoneal, los desechos y el agua son eliminados de la sangre del interior del cuerpo usando la membrana peritoneal del peritoneo como una membrana semipermeable natural. Los desechos y el exceso de agua salen de la sangre a través de la membrana peritoneal, y un líquido especial de diálisis, con composición similar al plasma sanguíneo, entra en la cavidad abdominal.

## Tipos
Hay dos tipos principales de diálisis, de hemodiálisis y de diálisis peritoneal. La hemofiltración no es en sentido estricto un tratamiento de la diálisis, pero es extremadamente similar. Otro tipo de diálisis que se está usando es la hemodiafiltración.

### Diálisis peritoneal
En la diálisis peritoneal, una solución estéril diálisis perespecial corre a través de un tubo a la cavidad peritoneal, la cavidad abdominal alrededor del intestino, donde la membrana peritoneal actúa como membrana semipermeable. El líquido se deja allí por un período de tiempo para absorber los residuos y después se quita a través del tubo vía un procedimiento estéril. Esto generalmente se repite cierto número de veces durante el día. En este caso, la ultrafiltración ocurre vía ósmosis, pues la solución de diálisis se provee en varias fuerzas osmóticas para permitir un cierto control sobre la cantidad de líquido a ser removido. El proceso es igual de eficiente que la hemodiálisis, pero el proceso de ultrafiltración es más lento y suave y es realizado en el lugar de habitación del paciente. Esto le da más control sobre su vida que una opción de diálisis basada en un hospital o clínica.
Pero también es cierto que con los cuidados y la higiene adecuada se puede realizar la diálisis en casa, lo cual en muchas de las ocasiones resulta beneficioso para el enfermo, ya que realizándolas en los horarios debidos, puede disfrutar de una alimentación mejor, y para el paciente el hecho de estar en su hogar le resulta beneficioso, ya que puede salir y caminar un poco, hablar con otras personas y esto no lo hace sentir tan enfermo, puesto que se ha demostrado que las personas con diálisis peritoneal pueden vivir hasta más de 10 años con ella, además de un complemento alimenticio como pueden ser vitaminas Diavion y siguiendo el régimen marcado por el médico.

### Diálisis renal

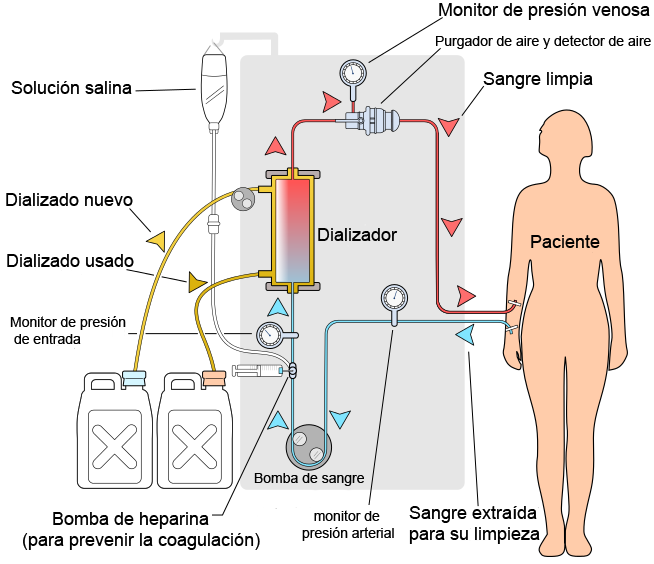
Esquema de un circuito de hemodiálisis.

En medicina, la diálisis renal o hemodiálisis es un tipo de terapia de reemplazo renal usada para proporcionar un reemplazo artificial para la función dial perdida del riñón debido a un fallo renal. En la hemodiálisis, la sangre del paciente se pasa a través de un sistema de tuberías (un circuito de diálisis), vía una máquina, a una membrana semipermeable, (el dializador), que tiene líquido de diálisis fluyendo en el otro lado. La sangre limpiada es retornada entonces al cuerpo por el circuito. La ultrafiltración ocurre aumentando la presión hidrostática de la sangre en el circuito de diálisis para hacer que el agua cruce la membrana bajo un gradiente de presión. El proceso de la diálisis es muy eficiente, pues permite que el tratamiento sea ejecutado intermitentemente, generalmente tres veces por semana, pero a menudo volúmenes bastante grandes de líquido deben ser eliminados en una sesión, lo cual puede resultar a veces exigente para el paciente y su familia.

### Hemofiltración
La hemofiltración es un tratamiento similar a la hemodiálisis, pero en este caso, la membrana es mucho más porosa y permite el paso de una cantidad mucho más grande de agua y solutos a través de ella. El líquido que pasa a través de la membrana (el filtrado) es desechado y la sangre restante en el circuito tiene sus deseados solutos y volumen fluido reemplazado por la adición de un líquido especial de hemofiltración. Es una terapia continua y lenta con sesiones que duran típicamente entre 12 y 24 horas, generalmente diariamente. Esto, y el hecho de que la ultrafiltración es muy lenta y por lo tanto suave, la hace ideal para los pacientes en unidades de cuidado intensivo, donde es común la falla renal aguda.

### Hemodiafiltración
La hemodiafiltración es una combinación de hemodiálisis y hemofiltración, en ella es incorporado un hemofiltro a un circuito estándar de hemodiálisis. La hemodiafiltración se comienza a usar en algunos centros de diálisis para la terapia crónica de mantenimiento. También es conocida por sus efectos de extracción de toxinas más recurrentes en el torrente sanguíneo por lo tanto se delivera de formas diferentes, pero para cualquier caso de diálisis el objetivo es el mismo.

### Diálisis en bioquímica
En lo referido al pasaje celular sin gasto de energía, la diálisis es el pasaje de agua más soluto de un lugar de mayor concentración a un lugar de menor concentración.
En bioquímica, la diálisis es el proceso de separar las moléculas en una solución por la diferencia en sus índices de difusión a través de una membrana semipermeable. La diálisis es una técnica común de laboratorio, y funciona con el mismo principio que diálisis médica. Típicamente una solución de varios tipos de moléculas es puesta en un bolso semipermeable de diálisis, como por ejemplo, en una membrana de la celulosa con poros, y el bolso es sellado. El bolso de diálisis sellado se coloca en un envase con una solución diferente, o agua pura. Las moléculas lo suficientemente pequeñas como para pasar a través de los poros (a menudo agua, sales y otras moléculas pequeñas) tienden a moverse hacia adentro o hacia afuera del bolso de diálisis en la dirección de la concentración más baja. Moléculas más grandes (a menudo proteínas, ADN, o polisacáridos) que tiene dimensiones significativamente mayores que el diámetro del poro son retenidas dentro del bolso de diálisis. Una razón común de usar esta técnica puede ser para quitar la sal de una solución de la proteína. La técnica no distinguirá efectivamente entre proteínas.

### Diálisis en lubricación
La diálisis de aceites es un proceso de recuperación y mantenimiento de lubricantes, enfocado a retirar agua, gases y partículas contaminantes que aceleran los procesos de oxidación del mismo. El proceso consiste en calentar el aceite hasta temperaturas de 100 °C y someterlo a presiones de vacío de 27” de Hg aproximadamente, durante este proceso, el aceite se filtra hasta dejarlo con el código de limpieza ISO recomendado por el fabricante del mecanismo lubricado, permite que al final del proceso de diálisis, el aceite queda en óptimas condiciones para ser utilizado en la misma aplicación donde se venía utilizando y con un porcentaje de vida igual o mayor al que tenía al iniciar el proceso de diálisis.

## Alimentación durante la diálisis
El riñón juega un papel importante en la regulación interna del organismo a través de las funciones excretoras, metabólicas y endocrinas.
La insuficiencia renal se caracteriza por la acumulación de productos nitrogenados como la urea, la creatinina y desequilibrio del agua.
La alimentación es muy importante para enfermos renales, ya que debe de consumir una dieta hiposódica restringida en líquidos, bajar el consumo de los azúcares y la recomendación de proteínas se ajusta por edad y talla; no llevar una dieta adecuada puede causar problemas aunados a su enfermedad como por ejemplo edema generalizado, ya que retienen líquidos aumentando la tensión arterial.

## Indicaciones iniciales
La decisión para iniciar diálisis o hemofiltración en pacientes con insuficiencia renal puede depender de varios factores, que se pueden dividir en indicaciones agudas o crónicas.
- Indicaciones agudas para diálisis o hemofiltración:

1. Hiperpotasemia.
2. Acidosis metabólica.
3. Sobrecarga de fluido (que usualmente se manifiesta como un edema pulmonar).
4. Pericarditis urémica, una potencial complicación que amenaza la vida en una falla renal.
5. Y en pacientes sin falla renal, envenenamiento agudo con toxinas dializables, como el litio.

- Indicaciones crónicas para la diálisis:

1. Falla renal sintomática.
2. Baja tasa de filtrado glomerular (GFR) (La terapia de reemplazo renal a menudo recomendada para comenzar en un GFR de menos de 10 a 15 mLs/min/1.73m²)
3. Otros marcadores bioquímicos de inadecuada función renal en el contexto de un GFR (ligeramente) mayor que 15 mL/min/1.73m². Esta sería generalmente la hiperfosfatemia que es resistente al tratamiento médico o a la anemia resistente al EPO en el contexto de un GFR no mucho mayor que 15 mL/min/1.73m².

## Evidencia sobre efectos beneficios y perjudiciales entre Diálisis peritoneal y Hemodiálisis
En una revisión sistemática generada por la Colaboración Cochrane comparó la diálisis peritoneal (DP) con la hemodiálisis (HD) en personas que comienzan la diálisis debido a insuficiencia renal. Se incluyeron 84 estudios (2 ensayos controlados aleatorizados y 82 estudios no aleatorizados), encontrando que la evidencia sobre los efectos relativos de DP y HD es limitada y de baja certeza. Los resultados mostraron que no hay diferencias claras entre DP y HD en términos de mortalidad general, mortalidad cardiovascular e infecciones. La variabilidad en los estudios y la falta de ensayos aleatorizados significativos limitan la generalización de los resultados. La revisión destaca la necesidad de más estudios aleatorizados para establecer conclusiones definitivas sobre la efectividad comparativa de ambas modalidades de diálisis.